# バスケットボール女子チェコ代表
バスケットボール女子チェコ代表（Czech women's national basketball team）は、チェコバスケットボール連盟により国際大会に派遣されるチェコの女子バスケットボールナショナルチームである。
本項では1992年までのチェコスロバキアも一緒に扱う。

## 歴史
チェコスロバキア時代
チェコスロバキア時代はオリンピックでのメダルや世界選手権・欧州選手権での優勝はないものの、世界選手権では4位より下の成績で終えたことはない。
現在（チェコ）
チェコになってからは長らく低迷が続いていたが、アテネ五輪でチェコとして初の五輪出場を決め、5位と健闘を見せる。2005年欧州選手権でチェコスロバキア時代を含めて初優勝を果たし、2006年世界選手権にもチェコとして初出場となり7位となった。自国開催となった2010年世界選手権では40年ぶりの準優勝。

## 過去の成績

### オリンピックの成績
- 1976年 － 4位
- 1988年 － 8位
- 1992年 － 6位
- 2004年 － 5位
- 2012年 － 7位

### 世界選手権の成績
- 1957年 － 3位
- 1959年 － 3位
- 1964年 － 準優勝
- 1967年 － 3位
- 1971年 － 準優勝
- 1975年 － 3位
- 1986年 － 4位
- 1990年 － 4位
- 2006年 － 7位
- 2010年 － 準優勝

### 欧州選手権の成績
- 優勝（2005年）